# Залесский, Николай Даниилович
Николай Даниилович Залесский (1877—1931) — священник Русской православной церкви, священномученик.

## Жизнеописание
Родился 3 мая 1877 года в селе Харбай Астраханского уезда, ныне Фёдоровка Астраханской области, в многодетной семье местного псаломщика, где четверо из его сыновей стали священниками: Даниил, Николай, Федор и Василий.
Николай окончил духовное училище и после смерти отца принял на себя содержание многочисленной семьи. В 1897 году он был назначен псаломщиком в Екатерининской церкви села Кривобузанского Красноярского уезда Астраханской губернии. 3 сентября 1904 года был рукоположен в сан диакона во Входоиерусалимской церкви города Астрахани. 23 ноября 1907 года Николай Залесский был зачислен в штат Ильинской кладбищенской церкви города Красный Яр.
После Октябрьской революции, 9 ноября 1918 года Залесский был рукоположен в сан священника и направлен в село Кордуан Красноярского уезда, на территории которого происходили бои Гражданской войны. В отличие от многих священнослужителей, отец Николай остался в своем приходе. В 1922 году село Кордуан было выведено из состава Астраханской губернии в Гурьевский округ Казахской автономной области, но оставалось в подчинении Астраханского архиерея. Продолжал службу, в начале 1920-х годов умерла его жена, и Николай Залесский остался с пятью детьми на руках.
9 ноября 1929 года он был назначен священником в село Ватажное Астраханской области, где настоятелем местного православного собора в честь Владимирской иконы Божией Матери был протоиерей Николай Тарбеев. В сентябре 1930 года Николай Тарбеев был арестован. 11 ноября 1930 года в числе других арестованных оказался и Николай Залесский. 17 декабря 1930 года постановлением тройки ОГПУ по Нижне-Волжскому краю отца Николая Залесского, отца Николая Тарбеева, отца Михаила Смирнова, а также ещё четырёх обвиняемых, приговорили к высшей мере наказания — расстрелу.
Расстрел состоялся 8 января 1931 года. Место захоронения священников неизвестно. Иерей Николай Залесский, протоиерей Николай Тарбеев и диакон Михаил Смирнов были причислены к лику новомучеников и исповедников Российских определением Священного Синода Русской Православной Церкви от 20-21 апреля 2005 года.